# 慢性前列腺炎/慢性骨盆疼痛綜合症
慢性非细菌性前列腺炎（Chronic nonbacterial prostatitis）或慢性前列腺炎/慢性骨盆疼痛綜合症（chronic prostatitis/chronic pelvic pain syndrome）又称类前列腺炎综合征，是会導致男性骨盆腔疼痛的一種疾病，是前列腺炎中找不到致病生物体类型的总称，涵盖找不到致病生物体的慢性前列腺炎各类型和前列腺痛；其特征是患者主述腰骶、会阴、外生殖器、尿道各种主观不适难忍，迁延难愈。没有明确的尿道感染病史。部分类前列腺炎综合征患者尿流率图曲线见齿型波，最大尿流率正常；平均尿流率时间相对延长。
此病應與其他类型的前列腺炎區分，如慢性細菌性前列腺炎、急性細菌性前列腺炎。此外，這種疾病以前被稱為前列腺疼痛（prostatodynia）。

## 症狀
慢性前列腺炎/慢性骨盆疼痛綜合徵的主要特徵是骨盆或會陰疼痛，且沒有尿路感染的跡象，並持續超過3個月——此乃關鍵症狀。它的症狀可能会时好时坏。痛楚的程度可以從輕微的，以至使人虛弱。痛楚可散發至背部和直腸，令人坐下时感到不舒服。可於會陰、睾丸、陰莖前端、恥骨或膀胱这些區域上感到痛楚。排尿困難、關節痛、肌肉痛、不明原因的乏力、腹痛、陰莖灼痛也是時常会出現的症狀。尿頻和尿急可能是暗示患者患的是間質性膀胱炎（發炎的是膀胱，而不是前列腺）。由神經和肌肉介導的射精後疼痛，仍是其一大特點，此特點可用以把慢性前列腺炎/慢性骨盆疼痛綜合症患者與良性前列腺增生症區分。有些患者報告說自己性慾低下、性功能障礙和勃起困難。

## 原因

### 神經、壓力和荷爾蒙
慢性前列腺炎/慢性骨盆疼痛綜合症是免疫、神經和內分泌系統與心理因素之間的相互作用導致。該病背後的理論包括壓力令下丘脑-垂体-肾上腺轴功能失調，和腎上腺皮質激素（內分泌）異常，以及出現神經源性炎症、肌筋膜疼痛症候群。在後兩類，是由於過去的創傷、感染或焦慮性格導致局部神經系統的失調，慢性無意識地繃緊骨盆(受神經細胞釋放物質（如物質P）的調節)亦会導致炎症。前列腺（和泌尿生殖道其它部分：膀胱、尿道、睾丸）亦能因長期活化在骨盆神經端部的肥大細胞而發炎。類似壓力誘發的生殖泌尿炎症已經在其他哺乳動物實驗中發現。然而，前列腺炎組織學檢查與國立衛生研究院的慢性前列腺炎症狀指數之間沒有關聯。
細菌感染學說曾在這一領域長時間佔居主導地位，但於2003年在華盛頓大學由李博士（Dr Lee）和理查德·伯傑（Richard Berger）教授帶領的研究顯示細菌感染並不重要。該研究發現，三分之一正常男性或患者前列腺都有類近的細菌數量。這一觀點得到了西北大學泌尿外科主任和教授安東尼·謝弗博士（Dr Anthony Schaeffer）贊同，在2003年的泌尿外科雜誌中，他指出「這些數據表明，細菌在慢性骨盆疼痛綜合症的病情發展中並不扮演一個顯著角色 。」；並在一年後與他的同事發表他的研究，顯示抗生素對慢性前列腺炎/慢性骨盆疼痛綜合症基本上是無用的。由於這些研究報告的發表，UCPPS的病因研究重點已經從感染轉移到神經肌肉、行為、心理和遺傳这些方面去研究（UCPPS：慢性前列腺炎/慢性骨盆疼痛綜合症、間質性膀胱炎/膀胱疼痛綜合症），其中強調下尿路和其他生理系統之間的相互作用。現在的研究把UCPPS視為一種全身性疾病。為佐證這項提議，2005年的研究表明，壓力是與第三類前列腺炎慢性前列腺炎/慢性骨盆疼痛綜合症）相關的。

### 與間質性膀胱炎/膀胱疼痛綜合症重疊
一些研究人員認為，慢性骨盆疼痛綜合症是間質性膀胱炎/膀胱疼痛綜合症的一種形式。2007年，美国国立糖尿病消化与肾病研究所开始把間質性膀胱炎/膀胱疼痛綜合症和慢性前列腺炎/慢性骨盆疼痛綜合症組合，統稱泌尿系統慢性盆腔疼痛綜合症(Urologic Chronic Pelvic Pain Syndromes )。對間質性膀胱炎/膀胱疼痛綜合症有效的治療，如槲皮素，在慢性前列腺炎/慢性骨盆疼痛綜合症中同樣有一些療效。最近的研究集中在基因組學和蛋白质组学方面的相關條件。
患者可能在膀胱充盈時出現疼痛，這也是膀胱疼痛綜合症的典型症狀。

### 氣候
環境溫度在病情上也扮演一个角色。患者很多时候会報告説寒冷引起症狀加重，熱力則很多时候会被報告説改善症狀。这則顯得寒冷是可以引發導致慢性前列腺炎/慢性骨盆疼痛綜合症的過程的因素之一。寒冷也会導致症狀加重和復發。一項調查表明，居住在寒冷氣候下的芬蘭北部的男性前列腺炎症狀的發生率比在世界其它地方報告的數字高。

### 食物過敏
有證據表明，食物過敏和不耐受可能在慢性前列腺炎/慢性骨盆疼痛綜合症方面起了加重病情的作用，也許是肥大細胞的介導機制所致。也有一些證據表明在一些患者的泌尿系統慢性盆腔疼痛綜合症（如間質性膀胱炎/膀胱疼痛綜合症和慢性前列腺炎/慢性骨盆疼痛綜合症）與麩質不耐有關。因此，患者通過識別問題食品然後把其从飲食中消除可能對減輕症狀有幫助。但這方面的研究較为缺乏。

## 診斷
沒有確切的對慢性前列腺炎/慢性骨盆疼痛綜合症的診斷測試。這是一種所知甚少的病症。儘管它佔所有前列腺炎診斷的90％-95％。它可在任何年齡的男性中被發現，35-45歲为男性發病的高峰。慢性前列腺炎/慢性骨盆疼痛綜合症可以根據前列腺液分泌物中的膿細胞水平，分为炎症（分類ⅢA）或是非炎症（分類ⅢB），但這些子類別在臨床上用途有限。在分類為炎症的情況下，尿液、精液、其它從前列腺流出來的液體包含膿細胞（死去的白血細胞或白細胞）；而分類為非炎症的情況下，並无發現膿細胞存在。最近的研究質疑分類Ⅲa和Ⅲb之間的區別，因為如果膿細胞和更細微的跡象（如所測量的细胞因子）被忽略，這兩類都表明是炎症。
2006年，中國的研究人員發現，患有Ⅲa和Ⅲb型的男性在其前列腺按摩液（EPS）均具有抗炎細胞因子TGFβ1和促炎細胞因子干擾素伽瑪的顯著升高跡象(與對照組相比)。因此，這些細胞因子的測量可用於診斷第Ⅲ型前列腺炎。2010年的研究發現，神經生長因子也可以用作作為一種生物標誌物來測量。
對於慢性前列腺炎/慢性骨盆疼痛綜合症患者，尿液分析並以此表示前列腺分泌物中白細胞是有爭議的，因为確定炎性和非炎性之間的差異是沒有任何作用。血清PSA測試、前列腺常規影像、沙眼衣原體和脲測試對患者並不能提供任何好處。
>50％慢性骨盆疼痛綜合症患者存在前列腺外腹部/骨盆壓痛，但只有7％的痛楚受到控制。健康男性在其精液發現的細菌比患有慢性骨盆疼痛綜合症的男性略多。在無症狀的對照人群中，白細胞和細菌培養陽性的高發病率引起了人們對臨床應用4-glass test作為慢性前列腺炎/慢性骨盆疼痛綜合症診斷工具的疑惑。美國泌尿外科醫生使用4-glass test目前是十分罕見，經常使用它的只有4％。
患上慢性前列腺炎/慢性骨盆疼痛綜合症的男性一般人更容易患上慢性疲勞綜合症和大腸激躁症。
有些實驗測試可能在未來有用的，包括測量精液和前列腺液的細胞因子水平的測試。各種研究已表明在慢性前列腺炎/慢性骨盆疼痛綜合症中，炎症標記物会增加，如細胞因子、髓過氧化物酶、趨化因子的水平升高。

### 鑑別診斷
有些狀態也有與慢性前列腺炎類似的症狀，膀胱頸部肥大和尿道狹窄可能由於尿液返流引起相似的症狀，可以通過膀胱镜和尿動力學測試排除。

### 命名法
慢性前列腺炎/慢性骨盆疼痛綜合症有時会區分做IIIa型（炎症）和IIIb型（非炎症），取決於膿胞（白細胞）是否可以在患者的前列腺液分泌物（EPS）中找到。一些研究者質疑這種分類的有效性並呼籲拋棄four-glass test。
2007年，美国国立糖尿病消化与肾病研究所以研究為目的，开始使用「泌尿系統慢性盆腔疼痛綜合症」此一傘式術語，指與膀胱（即間質性膀胱炎/膀胱疼痛綜合症）和前列腺（即慢性前列腺炎/慢性骨盆疼痛綜合症）有關的疼痛綜合症。
此疾病的舊版術語是前列腺痛和非細菌性前列腺炎。

## 治療
慢性骨盆疼痛綜合症是很難治療的。

### 心理治療和物理治療
第三類前列腺炎可能除了焦慮情绪外，並没有任何的觸發因素。且患者經常伴有強迫症、恐慌症或其他焦慮光譜的問題。這理論上会令骨盆區域出现敏化狀態，令肌肉循環性地緊張，並提高神經反饋。目前的治療方案在很大程度上集中於使緊張的盆腔或肛門部位（通常被稱為激痛點)放松，方法包括直腸按摩、對該區域進行物理治療和放鬆療法，以減少致病的壓力。

有氧運動可以幫助那些沒患上慢性疲勞綜合症或不会由運動加劇痛苦症狀的慢性前列腺炎/慢性骨盆疼痛綜合症患者。據報告，針灸也對一些患者有幫助。慢性非細菌性前列腺炎（第III類），也被稱為慢性前列腺炎/慢性骨盆疼痛綜合症，這使得大多數男性被診斷為「前列腺炎」。一最近已經公佈了個稱為“斯坦福大學治療方案”的治療方案，其包括：
- 藥物治療（使用三環類抗抑鬱藥和苯二氮卓）
- 心理治療(矛盾放鬆(paradoxical relaxation)訓練，專門針對盆腔疼痛，早在20世紀期間由埃德蒙·雅各布森發展的一種漸進式放鬆技術)
- 物理療法(盆底和腹部肌肉的激痛點釋放療法，而且進行瑜伽式的練習，以放鬆盆底和腹部肌肉為目的)[13][14]

生物反饋理療對學習如何控制盆底肌肉可能是有幫助的。生物反饋對青春期的慢性前列腺炎治療是良好的療法（主要是治療排尿問題）。

### 藥理治療
許多藥物可用於治療這種疾病。α-受體阻滯劑或抗生素似乎是最有效的。非甾体抗炎药如布洛芬，提供的益處則較少。
- 用抗生素治療是有爭議的。有些抗生素已發現對病情有好處[66]；但有些人質疑抗生素的效用[67]。抗生素已知具有抗炎特性，因此這被認為說明了它們的部分功效並建議用於治療慢性骨盆疼痛綜合症[18]。抗生素如喹諾酮類，四環素類和大環內酯類缺乏没有感染的直接抗炎性質。阻斷細胞因子如白細胞介素1族、白细胞介素-8、肿瘤坏死因子，都在男性慢性前列腺炎患者的精液和列腺按摩液中發現升高的現象[68]。
- α-受體阻滯劑(坦索羅辛、阿夫唑嗪)對慢性骨盆疼痛綜合症的有效性備受質疑，2006年的一項薈萃分析發現，他們在持續至少3個月的治療中度有益[69]
- 雌激素再吸收抑製劑，例如美帕曲星（英语：Mepartricin），能改善排尿、減少神經疼痛，提高慢性非細菌性前列腺炎患者的生活質量[70]。
- 還沒有在臨床試驗中經妥善評價，但有軼事證據支持的藥物包括：加巴噴丁、苯二氮䓬类和阿米替林[71]。

### 外科手術
經尿道針切除前列腺已在實驗被證明無效。

## 流行病學
慢性骨盆疼痛綜合症的每年人口患病率為0.5％。38％初级卫生保健提供者表示他們從來沒有見過慢性前列腺炎/慢性骨盆疼痛綜合症患者。然而，暗示慢性前列腺炎/慢性骨盆疼痛綜合症的總患病率為6.3％。

## 預後
近年來，慢性前列腺炎/慢性骨盆疼痛綜合症的預後出現改善，歸因於多峰治療、植物療法，旨在通過激痛點釋放和控制焦慮，使骨盆神經平靜下來，还有治療慢性疼痛。

## 著名病例
- 約翰·安德森－澳大利亞副總理[79]
- 詹姆士·包斯威爾－約翰遜傳的作者[80]
- 约翰·克里斯－英國演員[81]
- 文森·加洛－電影導演[82]
- 格连·古尔德－鋼琴家[83]
- 约翰·肯尼迪－美國總統[84]
- 霍華德·斯特恩－電台主持人[85][86]
- 威廉·斯蒂隆（英语：William Styron）－作者(蘇菲亞的選擇)[87]

- 仇思達 - 香港網絡紅人

## 外部連結
- 中的“Prostatitis”
- The Urologic Chronic Pelvic Pain Syndrome Society （页面存档备份，存于）